# ロレンソ・メルガレホ
ロレンソ・アントニオ・メルガレホ・サナブリア（Lorenzo Antonio Melgarejo Sanabria, 1990年8月10日 - ）は、パラグアイ・ロマ・グランデ出身の同国代表サッカー選手。クラブ・リベルタ所属。ポジションはMF、FW。

## 経歴
2009年にドセ・デ・オクトゥブレでプロキャリアをスタートさせ、2010年にオリンピア・アスンシオンに移籍した。2011年にポルトガルのSLベンフィカに移籍し、すぐにFCパソス・デ・フェレイラにレンタル移籍。そこでリーグ戦10ゴールを記録した。
2013年7月に推定500万ユーロの移籍金で、ロシア・プレミアリーグのFCクバン・クラスノダールに移籍。2016年2月8日、FCスパルタク・モスクワと長期の契約を結んだ。
2020年8月25日、ラシン・クルブに2022年末までの契約で移籍した。

## 代表歴
パラグアイ代表としてU-20代表でプレーした。

## 所属クラブ
- ドセ・デ・オクトゥブレ 2009
- オリンピア・アスンシオン 2010
- インデペンディエンテFBC 2011
- SLベンフィカ 2011-2013

→ FCパソス・デ・フェレイラ 2011-2012 (loan)
- SLベンフィカB 2013
- FCクバン・クラスノダール 2013-2016
- FCスパルタク・モスクワ 2016-2020
- ラシン・クルブ 2020-

## タイトル
スパルタク・モスクワ
- ロシア・プレミアリーグ 2016-17
- ロシア・スーパーカップ 2017